# Куделинская, Марина Леонидовна
Марина Леонидовна Куделинская (род. 26 ноября 1964, Скопин, Рязанская область, СССР) — российская актриса театра и кино, телеведущая, член Союза театральных деятелей Российской Федерации, член Гильдии актёров кино России.

## Биография
Родилась 26 ноября 1964 года в городе Скопин Рязанской области. 
С 1971 года проживала в Смоленске. Окончила в 1987 году ЯГТИ, курс В. Борисова. С 1987 по 2005 год — актриса театра «Сатирикон». Первыми ролями Марины Куделинской в этом театре стали работы в спектаклях «Лица» (импровизация по Михаилу Мишину) и «Избранное». 
С 1987 года она также начинает работать на телевидении, ведущей сюжетов в знаковой передаче того времени «Взгляд». В кино Марина Куделинская впервые снялась в 28 лет, в картине украинского производства «Диссоната». Следующее появление на экране в 2005 году, в социальной драме «Рублевка Live» и двух сезонах молодежного сериала «Студенты». На 2017 год в фильмографии актрисы было свыше 90 работ в кино и телесериалах.
В 2022 году исполнила роль, Аллы Альбертовны в сериале Блондинка и брюнетка .

## Личная жизнь
Единоутробная сестра Марины Куделинской — Виктория Тарасова, актриса театра и кино.
Разведена, есть сын Григорий (1996 года рождения).

## Роли в спектаклях театра «Сатирикон»
- 1987 «Избранное» — режиссёры Аркадий Райкин и Константин Райкин
- 1987 «Лица» (импровизация по Михаилу Мишину[4]) — Непримиримая, Мавра, режиссёр Валерий Фокин
- 1987 «Что наша жизнь?..», по пьесе А. М. Арканова — Влюбленная, режиссёры Константин Райкин, Владимир Поглазов, Анатолий Морозов
- 1990 «Маугли», по произведениям Р. Киплинга — Мать Волчица, режиссёр Константин Райкин
- 1990 «Багдадский вор» — Цунами, режиссёр Александр Горбань
- 1991 «Голый король» — Первая придворная дама, режиссёр Александр Горбань
- 1992 «Мнимый больной» — Беллина, режиссёр Александр Горбань
- 1993 «Шоу Сатирикон» — режиссёр Александр Горбань
- 1996 «Трехгрошовая опера» — Проститутка, режиссёр Владимир Машков
- 2001 «Шантеклер» (драматическое шоу по пьесе Эдмона Ростана) — Кохинхинка, режиссёр Константин Райкин[5]
- 2002 «Доходное место» — Вишневская, режиссёр Константин Райкин

## Антрепризные спектакли
- 2014 «Фаина. Птица парящая в клетке» — авторы Стелла Самохотова и Софья Лежнева — Павла Вульф, режиссёр Станислав Евстигнеев, продюсер Стелла Самохотова, ЦДЛ[6][7][8].
- 2016 «Экспресс „Калифорния“» (по мотивам романа Джозефины Лоуренс «Долгие годы»)— Грейс, режиссёр Евдокия Германова[9].

## Работы в кино
- 1992 — Диссоната (Украина), главная роль
- 1999 — Багдадский вор (фильм-спектакль)
- 2007 — Белка в колесе, Лариса[10]
- 2008 — Защита против, Мила Мирская[10]
- 2008 — Королева льда, Марина[10]
- 2008 — Мустафа Шокай (Россия, Казахстан), Екатерина Ковалевская
- 2008 — При чужих свечах (не был завершен), эпизод
- 2008 — Ставка на жизнь, Яна, врач[10]
- 2009 — Брак по завещанию, Элен, преподаватель английского и хороших манер[10]
- 2009 — Город соблазнов, Алиса[10]
- 2009 — Женщина-зима, главврач
- 2009 — Когда мы были счастливы, Марина, хозяйка ресторана
- 2009 — Любка, Зинаида Николаевна Мосельцова[10]
- 2009 — Однажды будет любовь, Александра, подруга Корж
- 2009 — Первая попытка, Валентина Варламеева, начальник отдела рукописей
- 2009 — Подарок судьбы, эпизод
- 2009 — Радуга (не был завершен), Люся
- 2009 — Разжалованный, Софья Борисовна, военврач[10]
- 2009 — Семь жён одного холостяка, Елена Сергеевна[10]
- 2009 — Террор любовью, первая жена Льва Сергеевича[10]
- 2010 — А мама лучше!, подруга Светланы[10]
- 2011 — Бежать, Жанна, секретарь Арсена[10]
- 2011 — Мантикора (фильм, 2011), Анна Павловна[10]
- 2011 — Неистовый, яростный, бешеный..., соседка Оли
- 2012 — Эффект Богарне, Нина (бывшая жена Валерия), Елена (прабабушка Нины)[10]
- 2012 — Мантера (не был завершен), Леди X, представительница темного легиона
- 2012 — Твой мир, серия «Шахматы Раджа-Гуны»[10]
- 2012 — Первая осень войны (не был завершен)
- 2013 — Алмаз в шоколаде, мать Славика
- 2014 — Спираль, следователь[10]
- 2015 — Старость (фильм), Мать[10]
- 2016 — Осенью 41-го, Надежда[10]

## Роли в телесериалах
- 2005 — Рублёвка Live, серия «Гламурный маньяк»  Лариса Авдошина[10]
- 2006 — Трое сверху, Ирина Сергеевна[10]
- 2006 — Студенты-2,[10]
- 2006 — Шпионские игры, Ловушка для мудреца (фильм 2), эпизодическая роль[10]
- 2006 — Васька, Таисия[10]
- 2007 — Дочки-матери, Синицына[10]
- 2007 — Сваха — С первого взгляда (79-я серия), Ольга
- 2007 — Спецгруппа — Обратный след (фильм 5), Светлана[10]
- 2007 — Таксистка-4[10]
- 2007 — Час Волкова — Светлана[10]
- 2007 — Школа № 1, Марина Леонидовна, завуч школы[10]
- 2007—2009 — Огонь любви, медсестра
- 2008 — ГИБДД и т. д., Виктория[10]
- 2008 — Братья-детективы, 6 серия, Алла Уварова[10]
- 2008 — Две сестры, гинеколог
- 2008 — Зверобой, Соня, жертва сектантов
- 2008 — Шпионские игры — Ускользающая мишень (фильм 12), Елена Шпак[10]
- 2008 — Фотограф, (Американский друг, 15-я серия), Илона[10]
- 2008—2010 — Ранетки (телесериал), Громова, мама Ромы, скрипачка
- 2008 — Мент в законе-1, Судья и палач (фильм 1), Элла
- 2008 — Проклятый рай 2, Марго[10]
- 2009 — Отблески — Сейф (19-я серия), 2009, мачеха Дебешева
- 2009 — Хранитель, 9 — 12 серии, жена Фогеля
- 2009 — Ясновидящая, Людмила[10]
- 2010 — Дворик, Людмила, старшая дочь Тиняковых
- 2010 — Дело Крапивиных — Криминальный дуэт (Фильм № 11), эпизод
- 2010 — Маргоша (все сезоны), регистратор в отеле[10]
- 2010 — Москва. Центральный округ-3, эпизод[10]
- 2010 — Наша Russia. Яйца судьбы, гостья Виктора Марьяновича
- 2010 — Новая жизнь сыщика Гурова. Продолжение — Бесплатных пирожных не бывает (Фильм № 3), Лариса Шепилова
- 2010 — Обитель[10]
- 2010 — Путейцы-2[10]
- 2010 — Маруся, Полина[10]
- 2010 — Точка кипения,[10]
- 2010—2011 Старики — Аферистка (Фильм № 3), Ольга[10]
- 2010—2015 Интерны, все сезоны[10]
- 2011 — Грибной царь, Татьяна Витальевна, мать Светы[10]
- 2011 — Маруся. Возвращение, Полина[10]
- 2011 — Закон и Порядок: Преступный умысел (сезон 4), Фактор смерти (4-я серия), Резцова[10]
- 2011 — Золотые, мама Лили[10]
- 2011 — Литейный (телесериал) (5-й сезон) — Грехи юности (7-я серия), Анечка, секретарша
- 2011 — Метод Лавровой — Призрак (Фильм № 6), Кира Рудова[10]
- 2011 — Наши соседи-2, гинеколог
- 2011 — Русская наследница, Ирина Львовна, заведующая детским домом
- 2011—2016 — Светофор, 51-я серия, Светлана, жена директора рынка
- 2011 — Условия контракта, Ольга Сергеевна[10]
- 2012 — Дневник доктора Зайцевой-2, Тамара[10]
- 2012 — Одинокий волк[10]
- 2012 — Топтуны, Вербовщик (Фильм № 8), Анна Цепкина (Ундина, Бетика), наемник, снайпер
- 2012 — Убить Дрозда, Антонова[10]
- 2011 — Без срока давности (16-я серия «Последний гол»), Анна Николаевна Филатова
- 2012 — Чемпионки, Марина Юрьевна Брусилова/«Брюс всемогущий», главный тренер чемпионки[10]
- 2013 — До смерти красива, Сотрудница небесной канцелярии[10]
- 2013 — Студия 17[10]
- 2013 — Торговый центр, Оксана Нестерова, хозяйка брачного агентства
- 2014 — Господа-товарищи, (Фильм № 2 «Мурка»), хозяйка притона[10]
- 2014 — Любовь в большом городе 3, Ольга Львовна[10]
- 2014 — Практика, Алла Григорьевна Шмелёва[10]
- 2014 — Татьянина ночь, Регина[10]
- 2014 — Улыбка пересмешника, Альбина Григорьевна[10]
- 2015 — ЧОП. Второй сезон, Елена Сергеевна[10][11]
- 2016 — Мурка, Хозяйка магазина[10]
- 2016 — Школа выживания от одинокой женщины с тремя детьми в условиях кризиса, Галина Андреевна[10][12]
- 2016 — От печали до радости, Вера Альбертовна[10]
- 2016 — Пушкин, консультант по эпохе[10]
- 2017 — Любовь по приказу, Раиса Лаптева, супруга генерала[10]
- 2018 — Тот, кто читает мысли (Менталист) (серия № 8 «Погоня за прошлым») — Вера Иванова (бывшая Марченко), мать убитой Вали Марченко, бывшая домработница в доме Назаровых
- 2017 — Неизвестный[2] — Марина Пичугина
- 2017 — Хочу быть счастливой[2] — Сима, подруга Людмилы
- 2018 — Тайны города «Эн»[2]
- 2018 — Чёрная лестница[2] — Марина Ильинична Захарова, эксперт-криминалист
- 2018 — Несладкая месть[2] — Лулу, мать Ани, бандерша
- 2019 — Красота небесная[2] — Таисия
- 2021 — Золотая кровь. Чёрный Орлов[2] — Раиса Сергеевна
- 2021 — Золотая кровь. Градус смерти[2] — Раиса Сергеевна
- 2021 — Анатомия сердца[2] — Регина Эдуардовна
- 2021 — Контракт на счастье[2] — Ирина

2022 — Блондинка и брюнетка — Анна Альбертовна

## Работа на телевидении
- 1987—1991 — Ведущая сюжетов «Взгляд» — Первая программа ЦТ[13]
- 1994 — Ведущая политических сюжетов с Владимиром Цветовым в Токио — 1-й канал Останкино[13]
- 1992 — Ведущая программы «Звёздный дождь» — РТР[13]
- 1992—1994 — Ведущая программы «6 соток» — РТР[13]
- 1995—1997 — Ведущая программы «Интерьер» — МТК[13]
- 1995 — Ведущая программы «Лемонс-новости» — МТК[13]
- 1997—1998 — Автор и ведущая программы «Домашний театр» — РТР[13]

## Работы на радио
- 2001—2002 — «Радио Танго» — Автор и ведущая программы «Частные уроки Марины Куделинской»[10]
- 2003—2006 — «Русское Радио-2» — Автор и ведущая программы «Бессонница»[10]

## Награды
- Фестиваль «Виктория», Испания, 1991 год, в составе спектакля «Багдадский вор»[14]
- Приз Академии российского телевидения «ТЭФИ» коллективу телевизионного художественного фильма «Разжалованный» в двух номинациях - «Лучший телевизионный фильм года» и «Лучший сценарий», 2010 год
- Специальный приз зрительских симпатий «За создание образов любимых героинь», фестиваль художественного и документального кино «Человек, познающий мир» (Крым, 2016)[15]